# Carlos Saco
Carlos Alberto Saco (Callao, 25 febbraio 1894 – Lima, 18 febbraio 1935) è stato un compositore e chitarrista peruviano di musica creola molto noto.

## Biografia
Carlos Alberto Saco nacque il 25 febbraio 1894, in via Paz Soldan a Callao. Da giovane Saco lavorò come fattorino presso la farmacia "La Misión", situata in via José Gálvez, e alla morte del proprietario di questa farmacia decise di risiedere a Lima e affittare una piccola stanza nella via las Cómodas, Jirón Chiclayo del vecchio distretto di Rímac. Cercò lavoro e lo trovò nel birrificio Backus e Johnston (ora Backus Corporation).
Saco era un giocatore di baseball, un grande appassionato di calcio e anche un abile giocatore di biliardo. Riesce a fare amicizia con un chitarrista spagnolo che era conosciuto come il "guercio Chalao", che aveva abbandonato l'impresa artistica spagnola che lo aveva portato in Perù, la compagnia "Conchita Carracedo" per i problemi sentimentali di un amore non corrisposto. Lo spagnolo propone a Saco di scambiare le loro abilità, stabilito e d'accordo che in cambio di insegnargli a giocare a biliardo, gli avrebbe insegnato a suonare la chitarra. In breve tempo riesce a imparare i segreti della chitarra che il suo esimio maestro gli ha dato e la sua dedizione nel tempo gli valse la possibilità di diventare uno studente eccellente e un futuro buon chitarrista. Dopo aver imparato l'arte di suonare la chitarra, Saco decide di tornare all'amata Callao per mostrare le sue nuove capacità ai suoi amici delle strade di Marco Polo, Loreto e America. Nella strada di Lima del Tigre del Jiron Junin, c'era un'Accademia di ballo e musica e Saco decide di essere anche un pianista e così fa sempre più pratica e nel tempo riesce a padroneggiare il pianoforte.
Saco viene quindi assunto da un vicino del quartiere di Monserrate, il signor Roberto Cox, che è arrivato dalla Francia e lo incoraggia a diventare insegnante della sua scuola di danza che si trovava in via Comesebo. In questo modo riesce a guadagnare un po' di denaro e inizia a farsi conoscere anche come pianista, continuando a mostrare la sua arte a tutti i bohémien di Lima del passato.
Saco inizia a mettere in musica le canzoni di altri compositori, come Rosa Elvira (dell'autore del Re delle polche, don Pedro Espinel Torres), Las Cautivas, El Elegante, tra le altre. Creò la sua canzone Cuando el indio llora (Quando l'indio piange) in tempo di fox. È autore delle composizioni: Cecilia; Suspiros; El quita sueños e El Zorzal.
Nel 1925, chiamato a inaugurare la prima stazione radio dello Stato, ”Radio Nacional”, a quel tempo pesava più di 110 chili e gli era difficile camminare.
Al suo ritorno da una festa tenutasi presso l'azienda agricola "La Molina", iniziò ad avere le convulsioni, a soffrire di febbri alte e a sentirsi male.
Morì il 18 febbraio 1935 all'età di 41 anni, vittima di una grave polmonite acuta.